# Guillermo VIII de Hesse-Kassel
Guillermo VIII de Hesse-Kassel (en alemán: Wilhelm VIII. von Hessen-Kassel; Kassel, 10 de marzo de 1682-Rinteln, 1 de febrero de 1760) fue landgrave de Hesse-Kassel de 1751 hasta su muerte. Durante su gobierno, la prosperidad de Hesse-Kassel fue severamente dañada por la guerra de los Siete Años. Dictó medidas anticatólicas para mantener a su país en la fe protestante. 

## Biografía
Fue el séptimo hijo del landgrave Carlos I de Hesse-Kassel y de la princesa María Amalia de Curlandia. Era también hermano del rey Federico I de Suecia. Se casó en 1717 con Dorotea Guillermina de Sajonia-Zeitz, hija del duque Mauricio Guillermo de Sajonia-Zeitz.
Cuando su padre murió en 1730, su hermano mayor, Federico, gobernaba como rey de Suecia. Federico asumió como el nuevo landgrave, pero sus asuntos en Suecia hicieron que encomendara el gobierno de Hesse-Kassel a Guillermo, quien gobernó en calidad de regente.
En 1751 falleció Federico sin descendientes legítimos, y Guillermo, quien era el mayor de los hermanos sobrevivientes, fue nombrado oficialmente landgrave de Hesse-Kassel.
Participó al lado de Prusia e Inglaterra en la guerra de los Siete Años (1756-1763), lo que acarrearía consecuencias nefastas para Hesse-Kassel. El landgraviato fue escenario de numerosas batallas, y los franceses ocuparon en varias ocasiones la capital, Kassel, y todo el país fue sembrado por la destrucción.
En 1749 el heredero, el príncipe Federico, se convirtió al catolicismo. Guillermo tuvo que instaurar medidas extremas: en 1754, publicó una serie de reglamentos restrictivos para los católicos y prohibió la celebración de misas y demás servicios de esa religión, además de prohibir a los católicos ocupar plazas en la administración del Estado. Así, se aseguró de mantener al país con el calvinismo como religión oficial aun cuando su hijo tomara posesión.

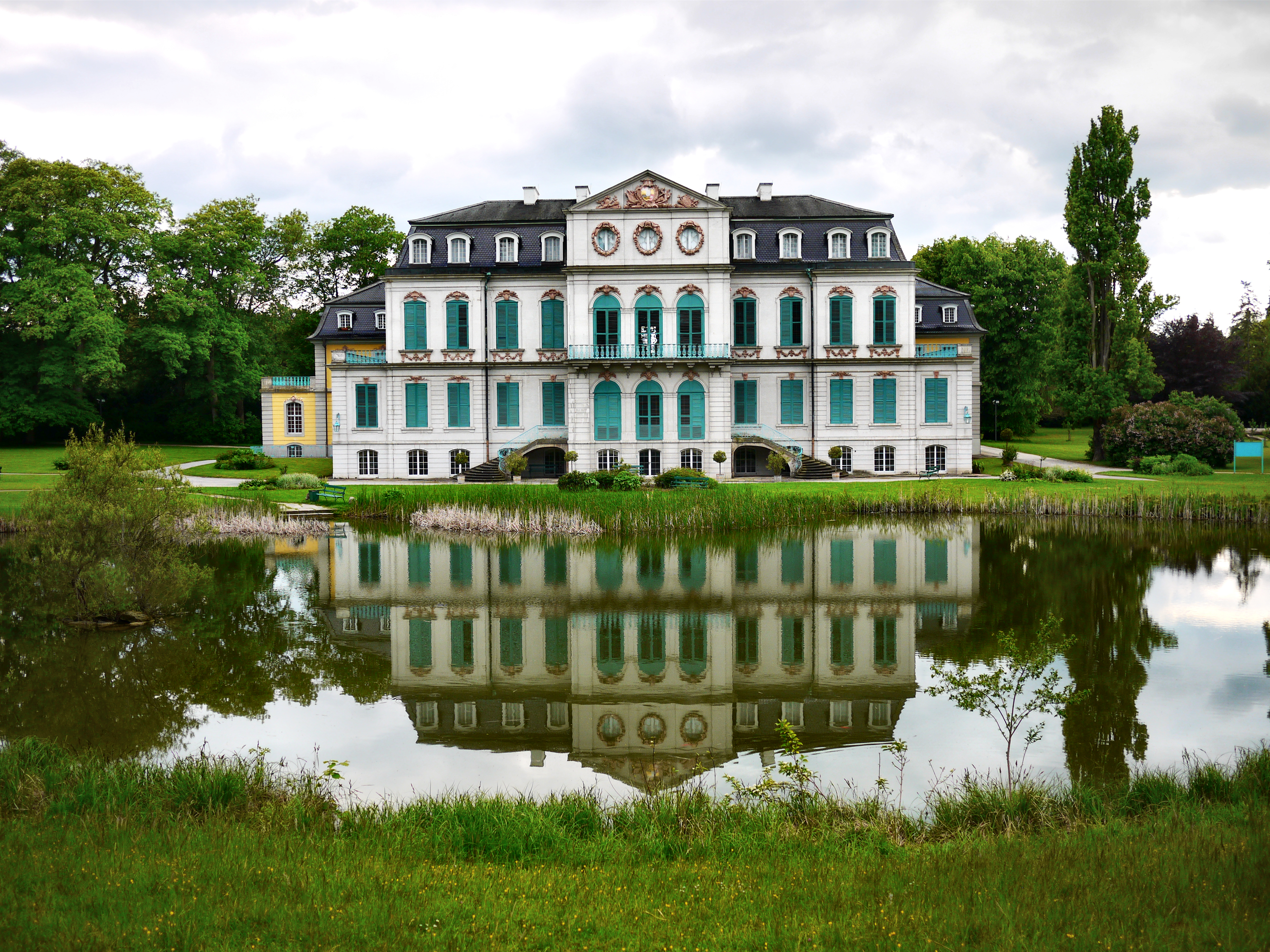
Palacio de Wilhelmsthal.

En 1753 colocó la primera piedra del Palacio de Wilhelmsthal. Fue también el fundador de la galería pictórica de Kassel, en la que se incluyeron cuadros de Rembrandt y Rubens.

## Descendencia
Tuvo tres hijos de su unión con Dorotea Guillermina de Sajonia-Zeitz. Dos de ellos alcanzarían la edad adulta:
- Carlos (1718-1719).
- Federico II (1720-1785), landgrave de Hesse-Kassel.
- María Amalia (1721-1744).